# Fritz Hommel
Pour les articles homonymes, voir Hommel.
Fritz Hommel, né en 1854 et mort en 1936, est un orientaliste allemand.
Il fait ses études à Leipzig et est habilité à l'Université de Munich en 1877. En 1885, il devient professeur de langues sémitiques.
Il était spécialisé en langue cunéiforme, en ancienne poésie arabe et dans les anciennes écritures turques.
Il est enterré au Cimetière du Nord à Munich.

## Ouvrages
- The Traditions of the Masai , 1910[1]
- Ethnologie und Geographie des Alten Orients, 1926[2]
- Zwei Jagdinschriften Asurbanibal's
- Geschichte Des Alten Morgenlandes
- Geschichte Babyloniens und Assyriens, 1885-1888
- Aufsatze Und Abhandlungen : Arabistisch-Semitologischen Inhalts
- Aufsaetze Und Abhandlungen